# 206. strelska divizija (ZSSR)
206. strelska divizija (izvirno rusko 206. стрелковая дивизия; kratica 206. SD) je bila strelska divizija Rdeče armade v času druge svetovne vojne.

## Zgodovina
Divizija je bila ustanovljena leta 1941 v Pavlogradu, bila uničena septembra 1941 v Kijevu in bila ponovno ustanovljena januarja 1942 v Buguruslanu.